# Rotonde Saint-Longin de Prague
La rotonde romane de Saint-Longin ou de Longinus (en tchèque, Rotunda sv. Longina) est une église romane du XIIe siècle située dans la capitale tchèque Prague. Elle est l'une des 3 rotondes romanes subsistantes dans la ville.  

## Histoire
Elle est située à proximité immédiate de l'église Saint-Étienne et a servi d'église paroissiale de la première colonie mentionnée, Rybníček. C'est aujourd'hui le plus ancien bâtiment de la Nouvelle Ville de Prague. Son saint dédié à l'origine, saint Étienne, passé à la nouvelle église, la rotonde a alors été consacrée à saint Longin. C'est probablement à cette occasion qu'elle a reçu une fenêtre gothique. Au 17e siècle elle a été dotée d'une lanterne surdimensionnée, semblable à une rotonde. À l'intérieur se trouve un autel baroque de 1762 . 

La rotonde fut profanée en 1782 et utilisée entre-temps comme entrepôt, mais de nouveau consacrée en 1844.  Sur le côté ouest, une maison a été ajoutée, qui a été démolie à nouveau lors de la restauration en 1929. C'est aujourd'hui l'une des églises paroissiales et cimetières de la Nouvelle Ville de Prague. 

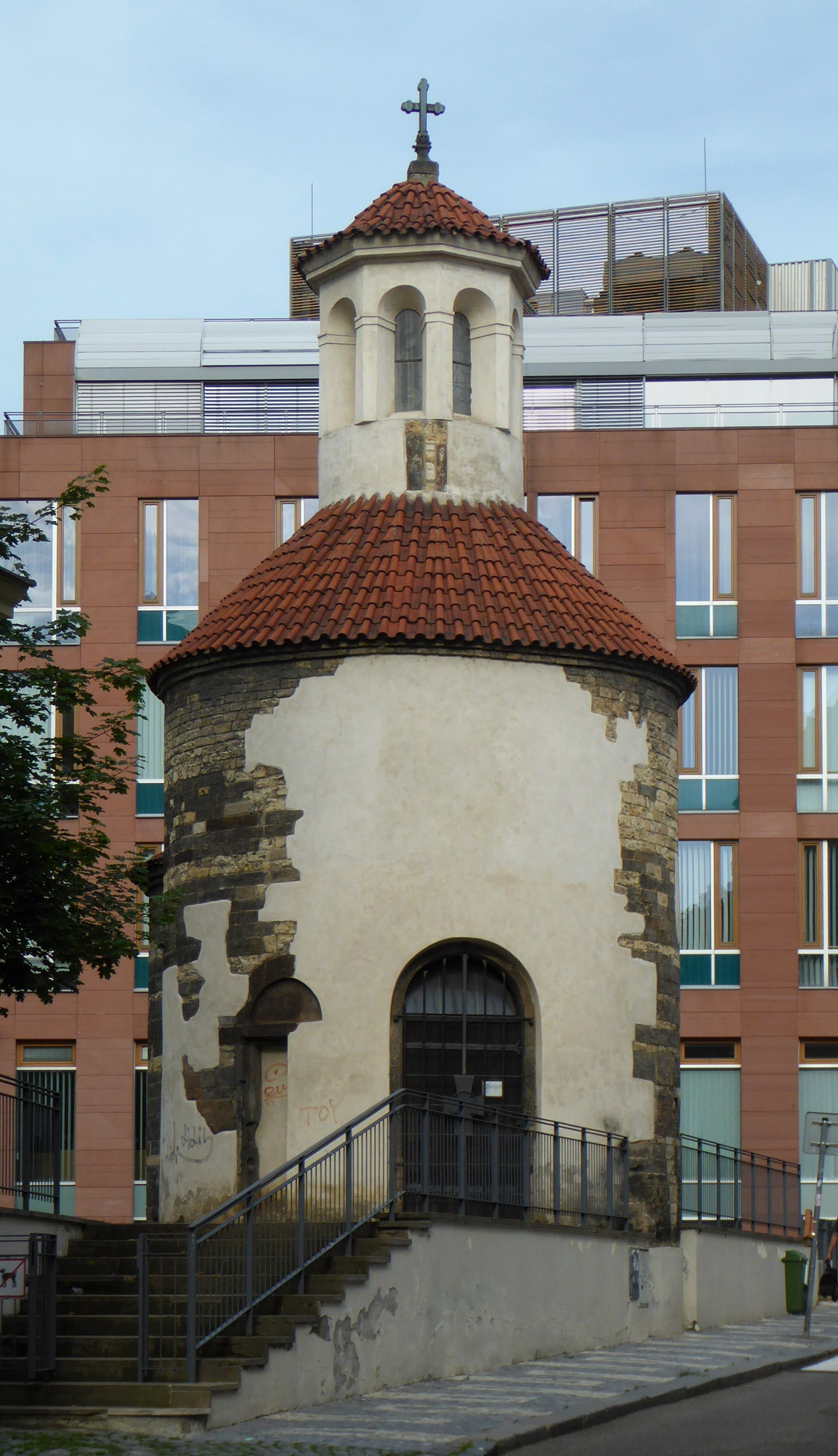
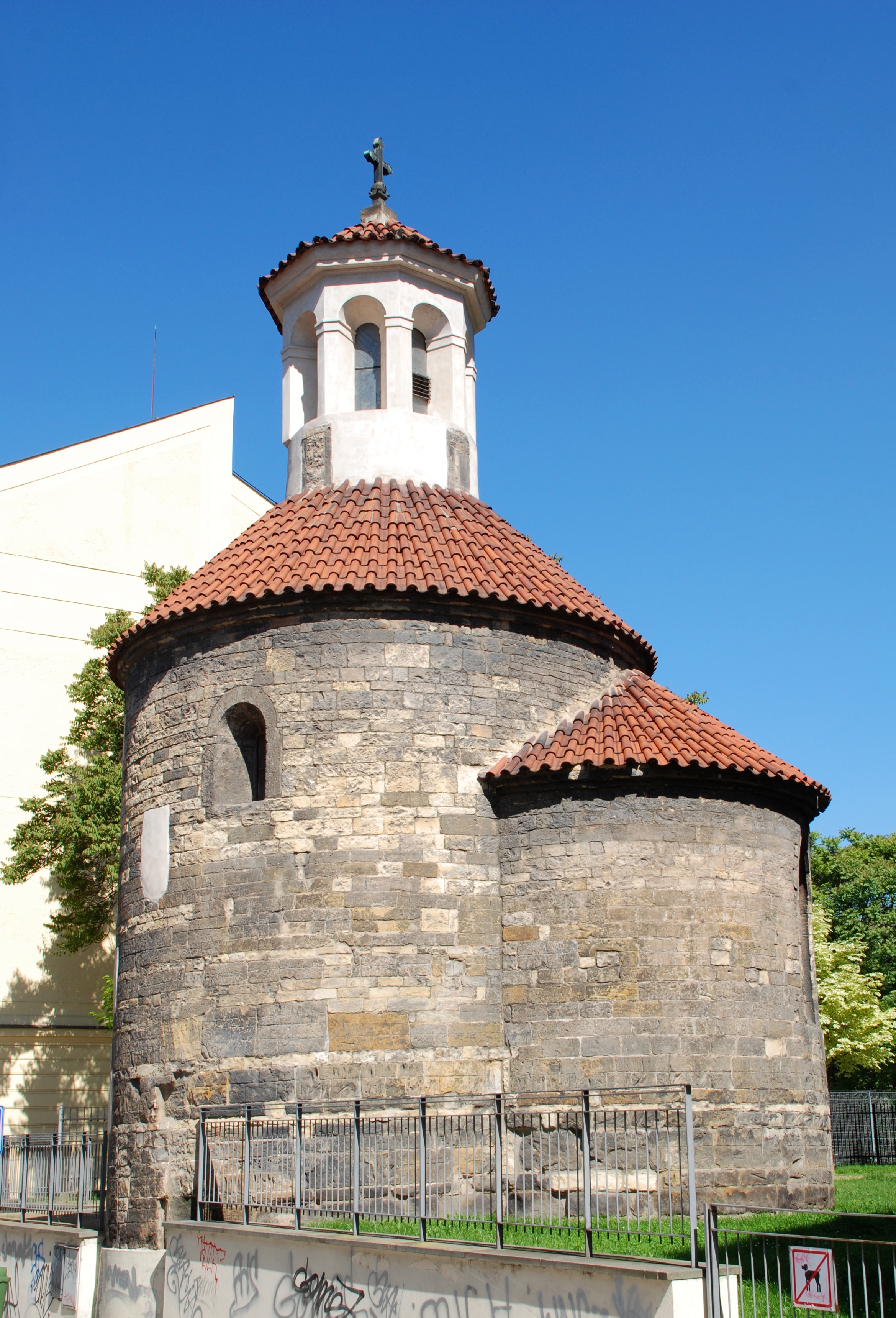

## Liens Web
- www.hrady.cz

## références
1. ↑  Radomíra Sedládková.